# Умберто Мальоли
Умберто Мальоли (на италиански: Umberto Maglioli) е италиански автомобилен състезател. Роден на 5 юни 1928 година в Биольо, Италия.
Във Формула 1 участва в 10 състезания като печели 3,33 точки и се качва два пъти на подиума, състезава се за три различни отбора. Първият му старт е за Голямата награда на Италия на 13 септември 1953 година. Участва в 19 пъти в Тарга Флорио, като го печели три пъти, и 10 пъти в Миле Миля, като най-добрият му резултат е второ място с Ланча Аурелия B20 GT.